# Vlag van Denver

Vlag van Denver

De vlag van Denver is ontworpen door Margaret Overbeck, studente aan de North High School, en aangenomen in 1926. Een zigzaggende witte streep scheidt horizontaal een rood veld eronder van een blauw veld erboven, waarin een gele cirkel is gecentreerd die samen een gestileerde afbeelding van de zon in een blauwe lucht boven besneeuwde bergen vormen. De kleur geel symboliseert het goud in de heuvels van de staat, en rood de gekleurde aarde waarnaar het woord colorado verwijst. De gecentreerde positie van de cirkel symboliseert de centrale ligging van Denver in de staat. De witte zigzag symboliseert het Indiaanse erfgoed van Colorado.
In een overzicht uit 2004 van 150 Amerikaanse stadsvlaggen door de North American Vexillological Association stond de stadsvlag van Denver op de derde plaats, achter de vlaggen van Washington D.C. en Chicago.